# Миланези (Вишњан)
Миланези (хрв. Milanezi, итал. Milanesi) је насељено место у општини Вишњан, Истарска жупанија, Хрватска.

## Историја
До територијалне реорганизације у Хрватској били су у саставу старе општине Пореч.

## Становништво
У попису становништва из 2011. године, Миланези су имали 14 становника.
| Број становника према пописима | Број становника према пописима | Број становника према пописима | Број становника према пописима | Број становника према пописима | Број становника према пописима | Број становника према пописима | Број становника према пописима | Број становника према пописима | Број становника према пописима | Број становника према пописима | Број становника према пописима | Број становника према пописима | Број становника према пописима | Број становника према пописима | Број становника према пописима |
| ------------------------------ | ------------------------------ | ------------------------------ | ------------------------------ | ------------------------------ | ------------------------------ | ------------------------------ | ------------------------------ | ------------------------------ | ------------------------------ | ------------------------------ | ------------------------------ | ------------------------------ | ------------------------------ | ------------------------------ | ------------------------------ |
| 1857                           | 1869                           | 1880                           | 1890                           | 1900                           | 1910                           | 1921                           | 1931                           | 1948                           | 1953                           | 1961                           | 1971                           | 1981                           | 1991                           | 2001                           | 2011                           |
| 0                              | 0                              | 28                             | 48                             | 40                             | 53                             | 0                              | 0                              | 52                             | 53                             | 45                             | 25                             | 16                             | 17                             | 13                             | 14                             |

Напомена: Године 1857, 1869, 1921. и 1931. године подаци су садржани у селу Вишњан. Од 1880. до 1910. исказивано као део тог насеља. Године 1991. редуковано за део насеља насеља који је припојен насељу Рапавел и за тај део садржи податке до 1961. године.